# یواس‌اس آلاسکا (آی‌دی-۳۰۳۵)
یواس‌اس آلاسکا (آی‌دی-۳۰۳۵) (به انگلیسی: USS Alaska (ID-3035)) یک کشتی بود که طول آن ۱۴۱ فوت ۹ اینچ (۴۳٫۲۱ متر) بود. این کشتی در سال ۱۸۸۱ ساخته شد.